# Charles Mayne Young
Pour les articles homonymes, voir Young.

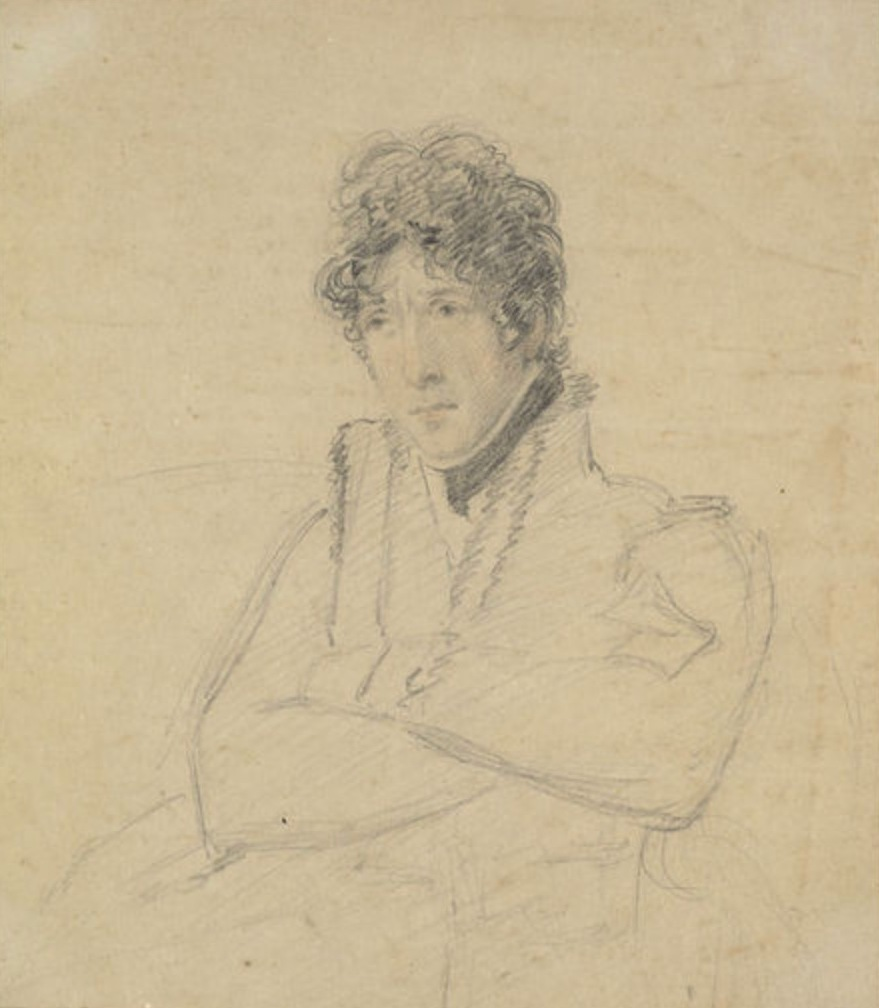
Portrait de Charles Mayne Young exécuté par Nathaniel George Philips.Crayon avec rehauts pastel sur papier, présenté sur carte, National Portrait Gallery.

Charles Mayne Young, né en 1777 et mort en 1856, est un acteur anglais.  

## Biographie
Charles Mayne Young naît le 10 janvier 1777 à Fenchurch Street. Il fait ses études chez Eton et Merchant Taylors. Il travaille dans une maison de marchands, Longman & Co. 

### Carrière
Après sa première représentation à Liverpool le 20 septembre 1798, une critique a déclaré : "Un jeune homme (dont nous savons qu'il s'appelle Green [Young]) est apparu pour la première fois en public hier soir dans notre théâtre, dans le rôle de Young Norval. Il a été accueilli avec de grands applaudissements et s'est acquitté de sa tâche de manière très crédible". 
Il connaît un tel succès que, l'hiver même, il joue le rôle principal à Manchester et retourne à Liverpool l'été suivant, de 1800 à 1802, pour occuper un poste similaire. 

### Londres
Young fait ses débuts à Londres dans Hamlet au Haymarket, le 22 juin 1807. Il rejoint la Covent Garden Company en 1810, en tant qu'adjoint de John Kemble, et la dirige lorsqu'il est absent. 

### Vie privée
Il épouse Julia Ann Grimani de la famille Grimani de Venise. Elle est célèbre pour sa beauté et son talent. 